# Acopa dentifer
Acopa dentifer är en fjärilsart som beskrevs av Dyar 1917. Acopa dentifer ingår i släktet Acopa och familjen nattflyn. Inga underarter finns listade i Catalogue of Life.